# Kirschbaumhöhle
Die Kirschbaumhöhle ist eine im bayerischen Landkreis Forchheim auf der Fränkischen Alb gelegene Schachthöhle. Sie ist von besonderer archäologischer Bedeutung, da sie bis mindestens in das Endneolithikum datierende Fundschichten mit Skelettresten enthält, die nicht durch menschlichen Eingriff verlagert wurden. Durch anthropologische und archäozoologische Untersuchungen wird versucht neue Erkenntnisse zu erlangen, welche Motive und Riten mit den prähistorischen Ablagen von Menschen- und Tierkörpern in Schachthöhlen in Zusammenhang stehen.

## Entdeckung und geographische Lage
Entdeckt wurde die Kirschbaumhöhle im November 2010 von den Speläologen Steffen Hoffmann und Berthold Hofmann während einer Geländebegehung. An einem abgestorbenen Kirschbaum hatten sie eine Senke auf Löcher und Spalten untersucht und waren auf den mit Felsblöcken und Sediment verschlossenen Höhleneingang gestoßen. Die Kirschbaumhöhle befindet sich in einer von Mischwald bestandenen Hanglage auf der nördlichen Fränkischen Alb, ca. 15 km nordöstlich von Forchheim. Ihre genaue Lage ist nur einem kleinen Personenkreis bekannt, sie wird zum Schutz vor Raubgräbern geheim gehalten. Bei der Erstbefahrung fanden die Entdecker im hinteren Teil der Höhle freiliegende menschliche Schädel und Langknochen vor, beließen diese in situ und informierten das Bayerische Landesamt für Denkmalpflege über den Fund. Nach einer Prospektion durch Mitarbeiter des Landesamts wurde der Höhlenzugang mit einer verschließbaren Luke gesichert.

## Topographie
Der Eingangsschacht mit knapp 1 Meter Durchmesser führt zunächst 2 Meter senkrecht nach unten und knickt dort als Schluf in nordöstlicher Richtung ab. Ihm schließt sich eine schräge, bis in rund 6 Meter Tiefe führende Röhre an, aus der ein etwa 2 Meter langer Schacht, der sogenannte Dom, senkrecht nach oben auszweigt. Am Endpunkt der absteigenden Röhre teilt sich der Höhlengang zum einen in die Richtung Nordwesten gelegene, über einen sehr engen Durchgang zugängliche Knochenkammer, zum anderen in die nach Osten orientierte Sinterkammer. Dieser 2,5 × 3,5 Meter große Hohlraum mit maximal 1,5 Metern Deckenhöhe enthält zahlreiche Sinterbecken und -fahnen. Die an Klüften angelegte Knochenkammer hat eine 3 × 3,5 Meter große Grundfläche, bei einer Höhe von bis zu 2 Metern. Am Boden in den Kammern liegt Dolomitgeröll und Sediment auf.

## Forschungsgeschichte
Aufgrund der beengten Platzverhältnisse ist in der Kirschbaumhöhle die übliche Methode zur Einmessung von Funden mittels Tachymeter nicht möglich. 2013 wurde in einem Forschungsprojekt eine Methode entwickelt, mit der die räumliche Struktur der Höhle sowie die Lage von Geröllen, Versturzblöcken und Fundobjekten dreidimensional erfasst, dokumentiert und für Analysen aufbereitet werden können. Unter Einsatz eines terrestrischen Laserscanners und spezieller Software wurden zunächst die Oberflächen der Höhle erfasst und im Anschluss alle sichtbaren, oberflächigen, nicht festgesinterten Skelettteile eingemessen und geborgen. Dieses Inventar umfasst 188 Knochen mit einem Gesamtgewicht von 10 kg. 49 Knochen – darunter 6 Schädel – stammen von 9 menschlichen Individuen. Die Tierknochen konnten zum größten Teil Haustieren wie Schaf, Ziege, Rind, Schwein und einem Torfhund zugeordnet werden, ein kleiner Teil stammt von Wild- oder Nagetieren oder ist nicht bestimmbar.
Die menschlichen Skelettreste entstammen aus drei Epochen. Zwei Schädel wurden auf das Endneolithikum (ca. 2820–2660 v. Chr.) datiert, wobei auch Knochen eines Hundes aus dieser Zeit stammen. Der Schädel einer Frau gehört in die Frühbronzezeit (ca. 1900–1750 v. Chr.). Drei andere menschliche Schädel, der eines Mannes und von zwei Jugendlichen, wurden in die Eisenzeit (ca. 760–410 v. Chr.) datiert.